# Charaxes baileyi
Charaxes baileyi är en fjärilsart som beskrevs av Van Someren 1958. Charaxes baileyi ingår i släktet Charaxes och familjen praktfjärilar. Inga underarter finns listade i Catalogue of Life.